# Северская Писаница
Се́верская пи́саница (Северские Писаницы) — скальный массив в Уральских горах в центральной части Свердловской области России к западу от Екатеринбурга, в окрестностях посёлка Северка. Скала известна изображениями эпохи неолита. Археологический памятник, популярное место туризма.

## Месторасположение памятника
Скалы Северские писаницы расположены в муниципальном образовании ««город Екатеринбург»», в смешанном сосново-берёзовом лесу, на вершине небольшого увала северного отрога горы Медвежка, в 2 километрах к северо-востоку от поселка Северка, в левобережье реки Решётка (правый приток реки Исеть), в 200 метров восточнее линии ЛЭП, проходящей с севера на юг. Гора Медвижка высотой 368 метров, на склоне которой находятся трассы горнолыжного комплекса «Гора Медвежка». 

## Описание
Высота скал Северских писаниц от 5 до 7 метров, состоят из гранита с матрацевидной формой выветривания. Южная сторона скалы отвесна, а северная – полога и состоит из нагроможденных друг на друга валунов, напоминающих развалины средневековой крепости. Скалы простираются с запада на восток на 14 метров. 
Северские Писанцы — это скальная гряда, протянувшаяся с запада на восток на 15 метров. Месторасположение скал находится на возвышенности и со всех сторон окружено хвойным лесом. Скалы в высоту достигают до 5 м, имеют складчатую структуру, состоят из гранитных пластов матрацевидной формой выветривания. Южная и западная стороны скалы отвесны, северная и восточная практически пологи и представляют собой нагромождение валунов и каменных плит. Часть скалы была разрушена в XVIII—XIX столетиях, здесь добывался камень для строительных нужд того времени.

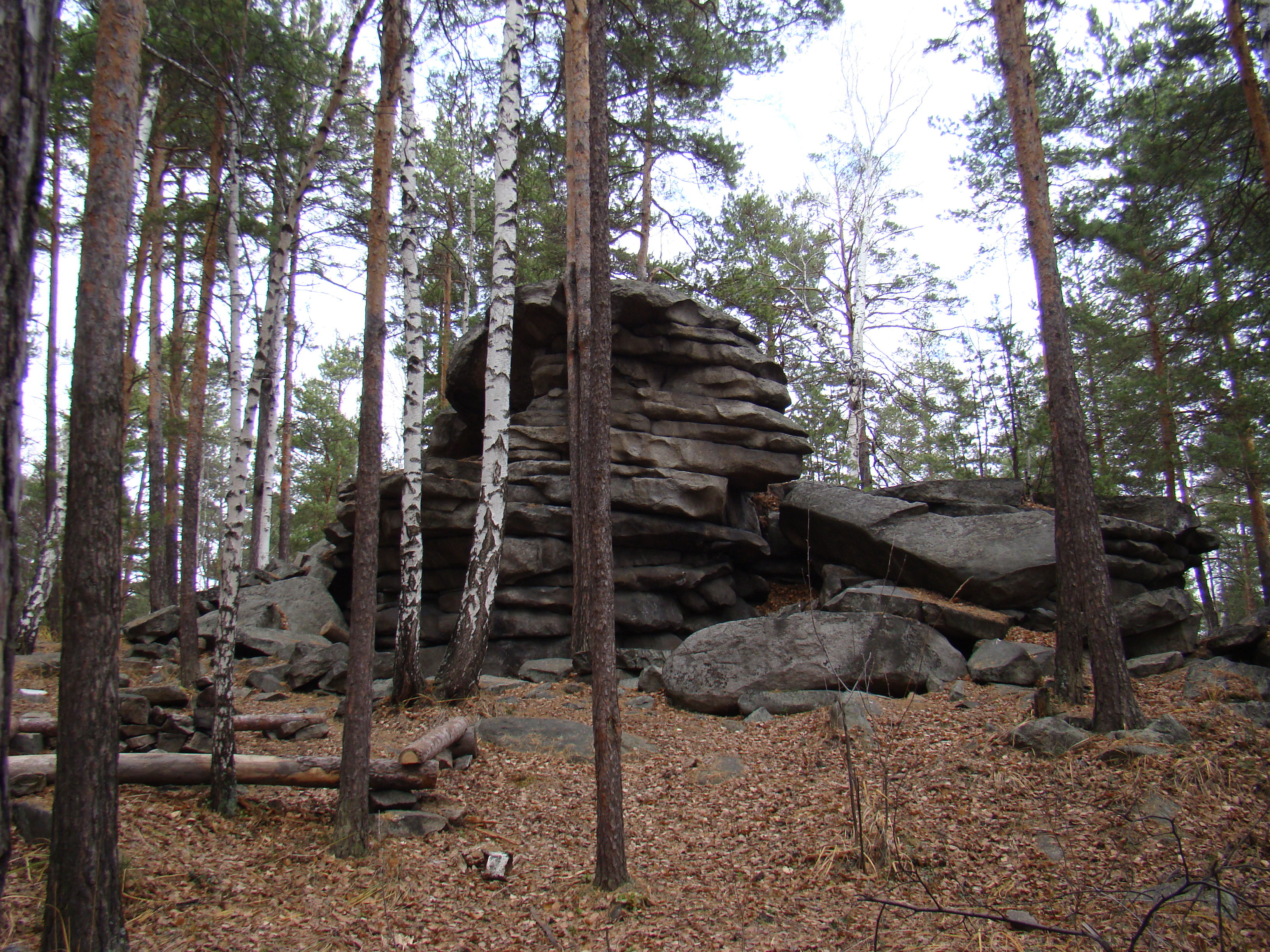
Скалы Северский Писанец.
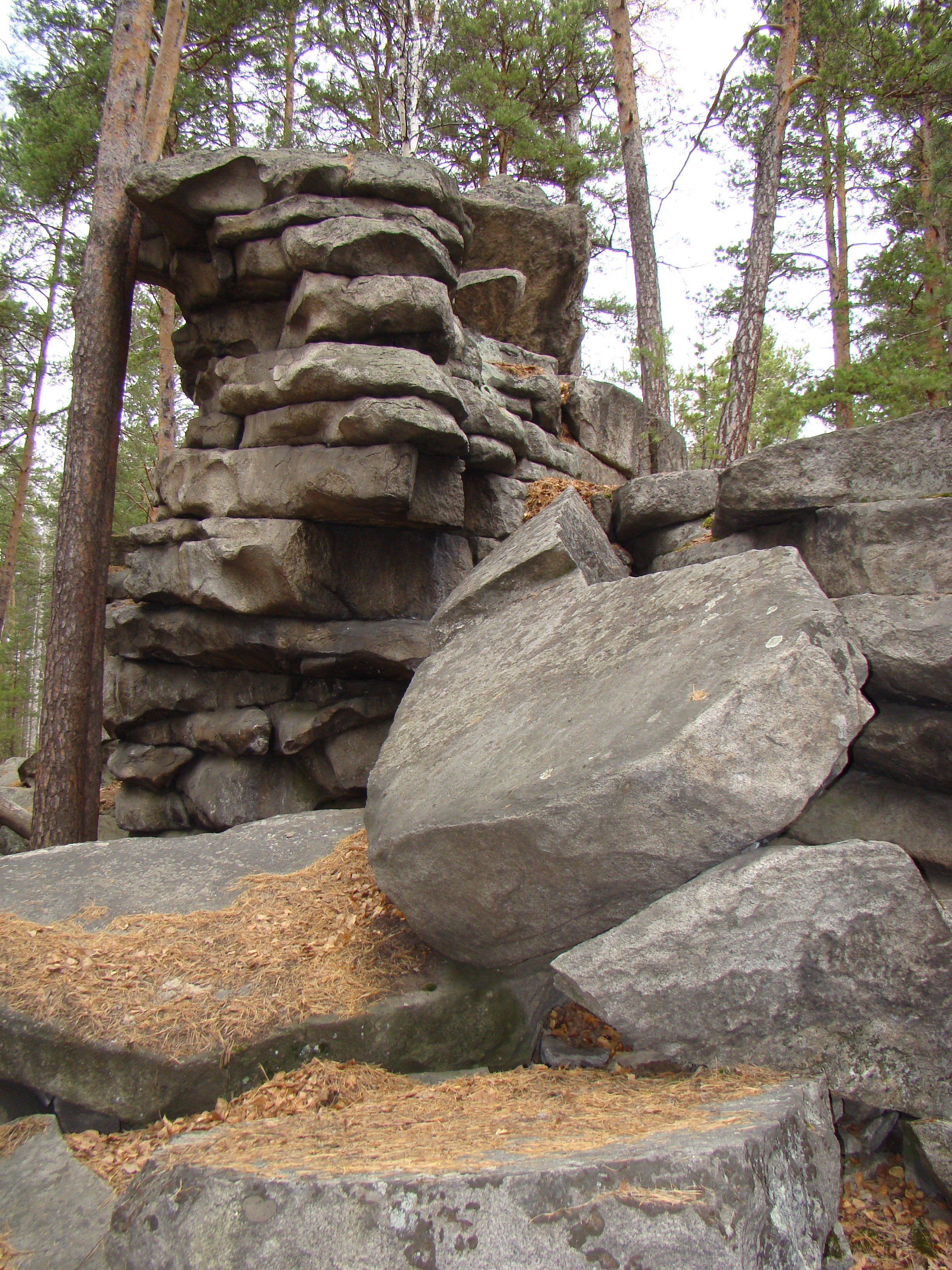
Следы работ по добыче камня на скалах
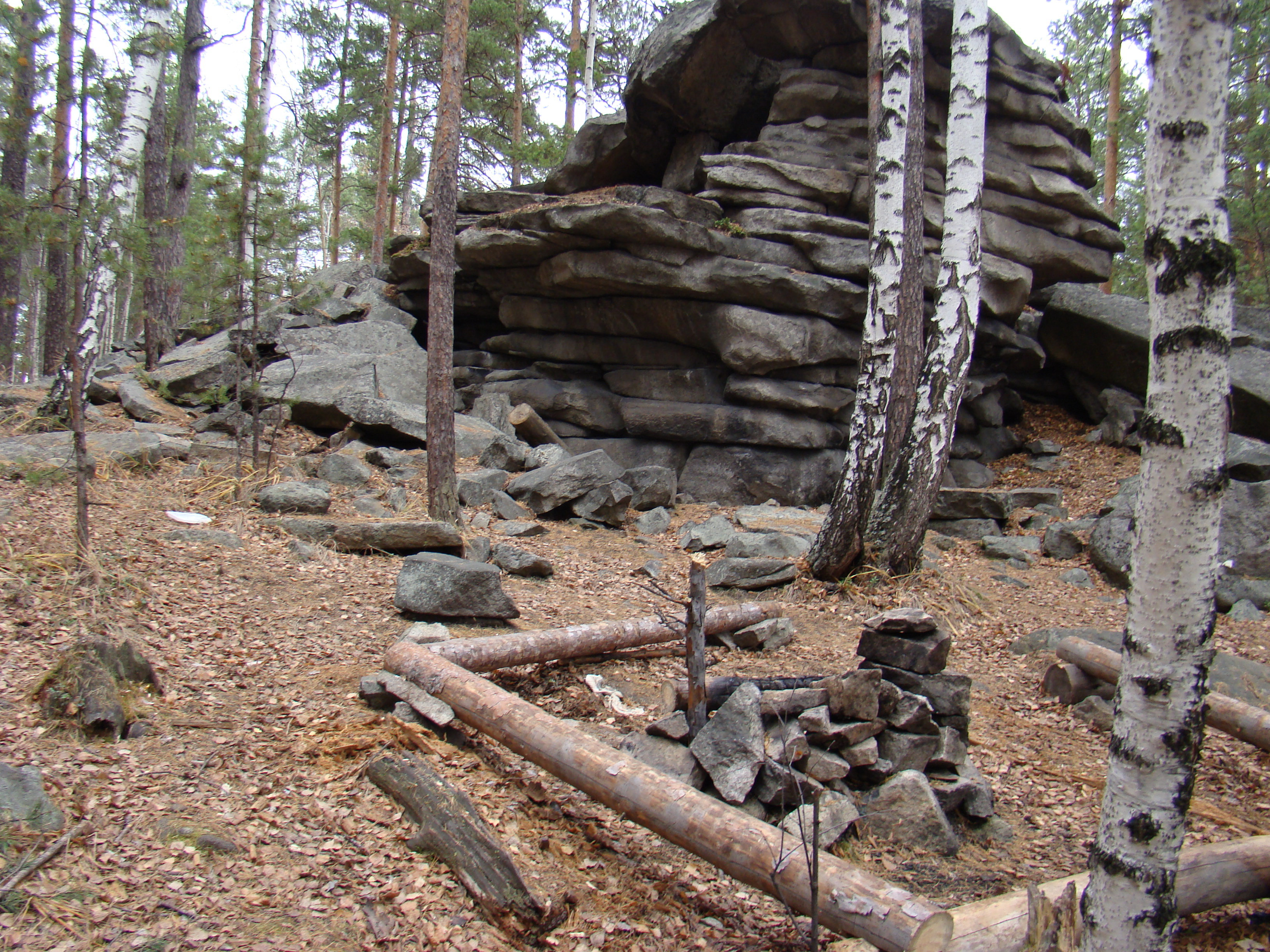
Под этим козырьком находятся древние изображения

## Древние рисунки
«Северские писанцы» получили своё название, потому что на них были обнаружены рисунки — писаницы, оставленные нам далекими предками. Рисунки были обнаружены в 1985 году учителем Прониным В. Н., во время похода с группой школьников. Писанцы сохранились только на трех из пяти скал на высоте от 1,2 метра над землей. На скалах сохранилось изображение копытного (вероятно, лось), на фоне мотива в виде сетки – не менее восьми водоплавающих птиц (уток), 4-5 человекообразных существ и геометрические формы. Нанесены они линией шириной от 1 до 2,2 сантиметров. Ученые определяют время создания писаницы III тысячелетием до нашей эры.
Рисунки находятся с отвесной западной стороны скалы. Специалисты Широков Владимир Николаевич и Чаиркин Сергей Евгеньевич в своей работе «Шайтанская и Северская писаницы на Среднем Урале» выделяют 5 групп изображений, каждая из которых находится на отдельном блоке.

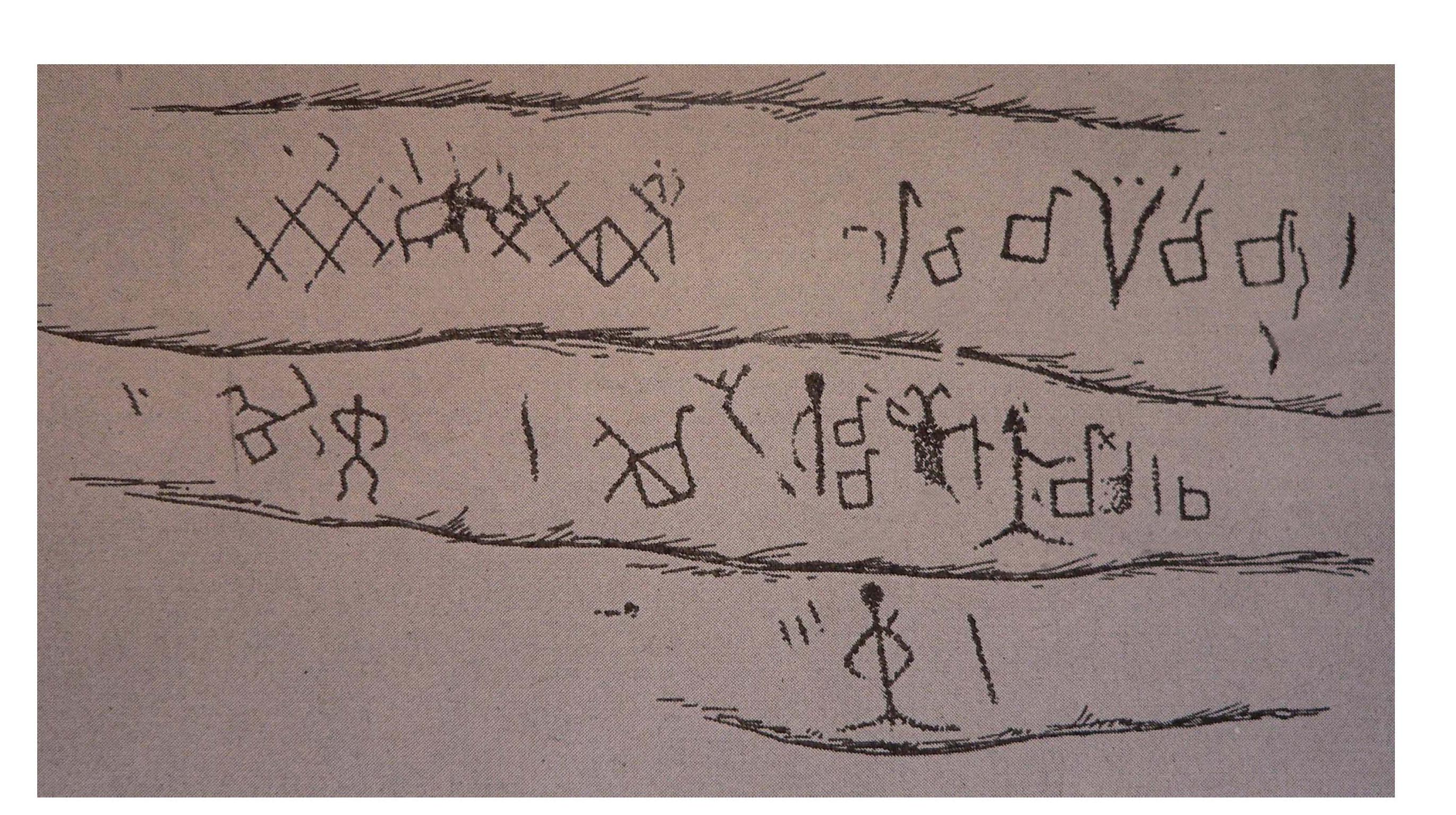
Зарисовка изображений Северской писаницы. Из работы Широков В.Н., Чаиркин С.Е. "Шайтанская и Северская писаницы на Среднем Урале"
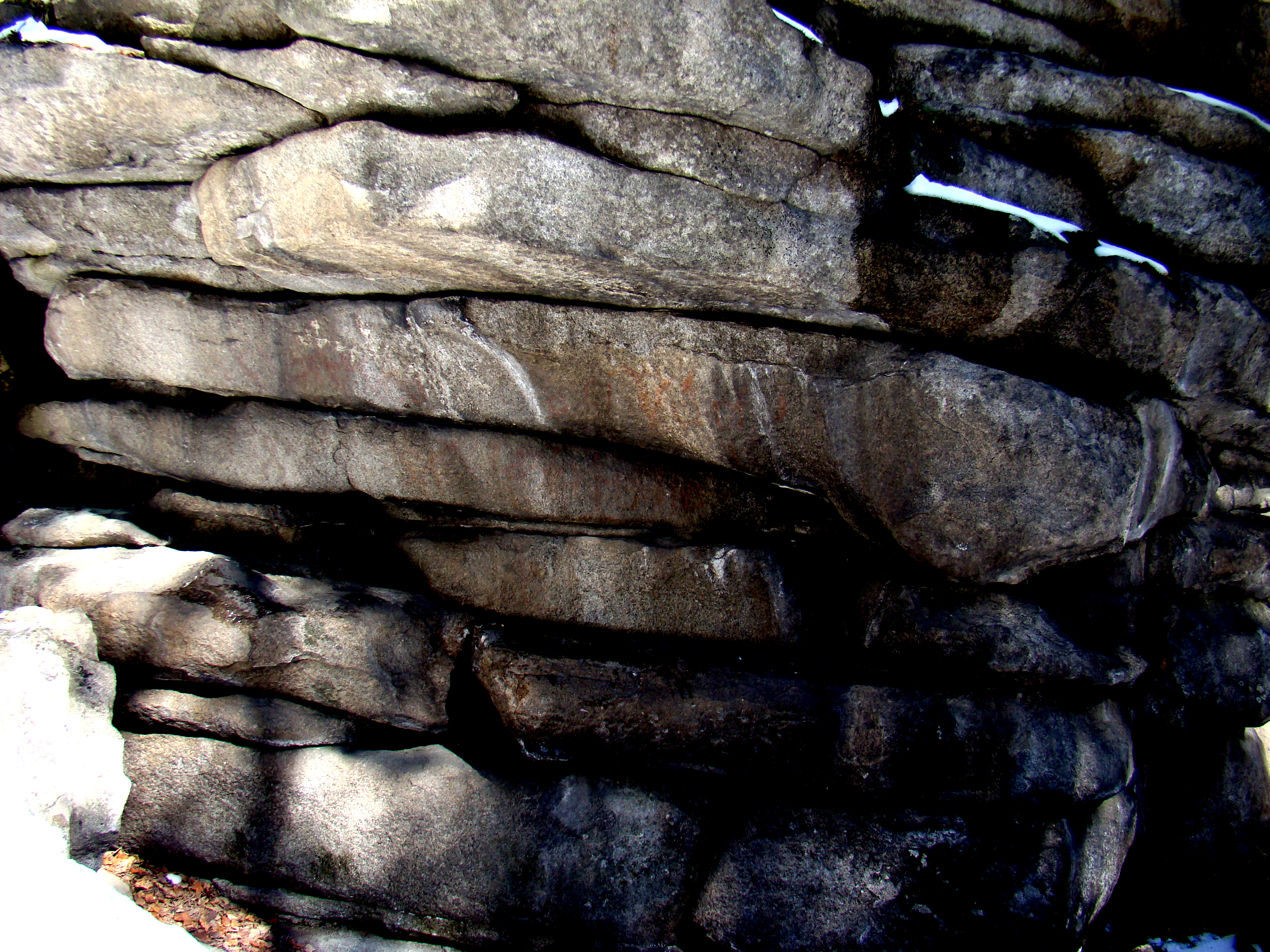
Фото изображений на скалах Северский Писанец
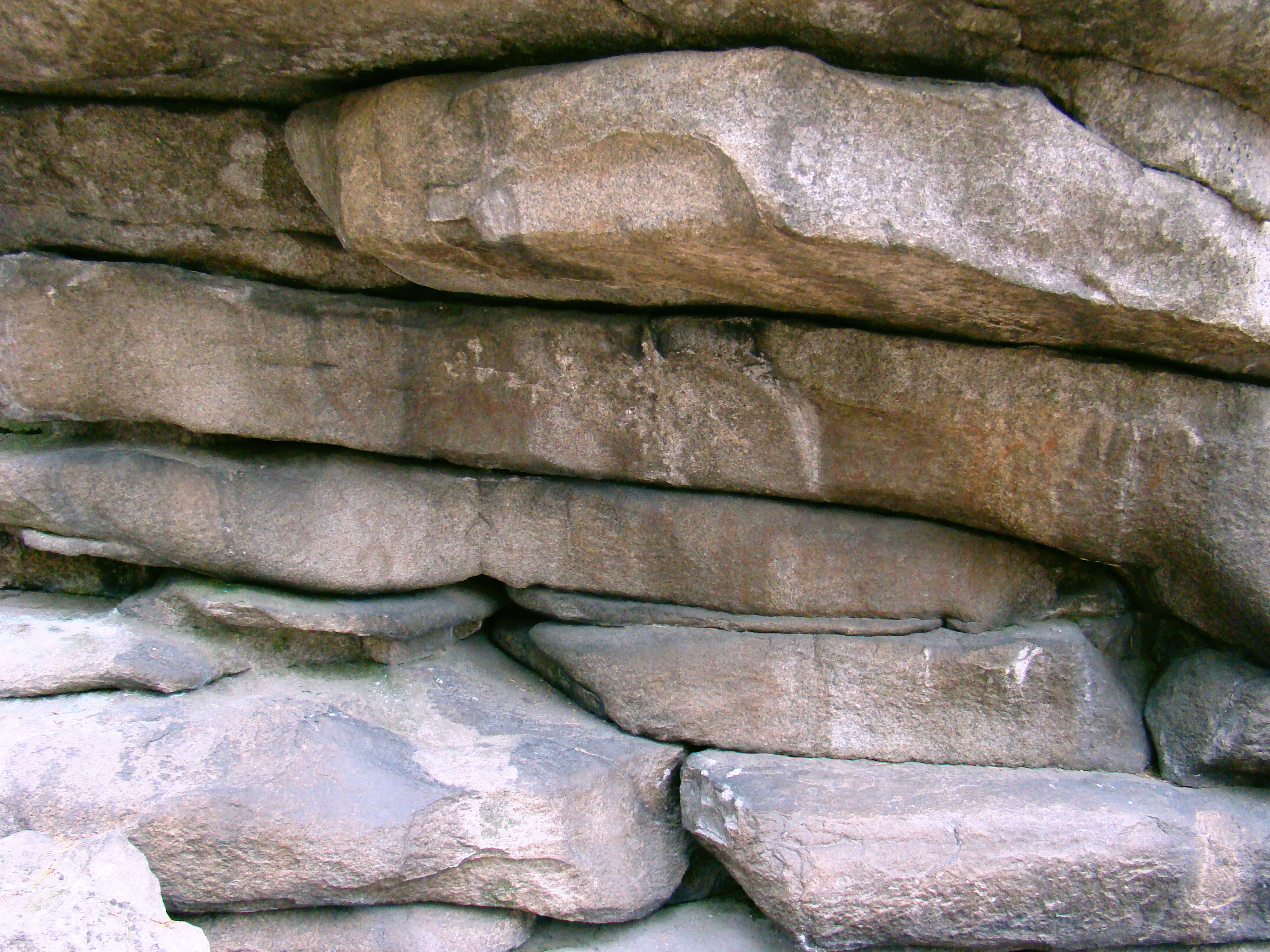
Фото изображений на скалах Северский Писанец

Ориентация на запад и скальный козырек над ними дают слабую естественную освещённость изображений. Возможно, именно поэтому памятник был открыт недавно, несмотря на проводившиеся здесь каменоломные работы в предшествующие столетия.
Первая группа изображений представляет собой остатки краски бледно-красного цвета на высоте 4,7 метра на своде каменного козырька. Авторы говорят о двух фигурах, верхняя из которых, возможно, человекоподобная (антропоморфная).

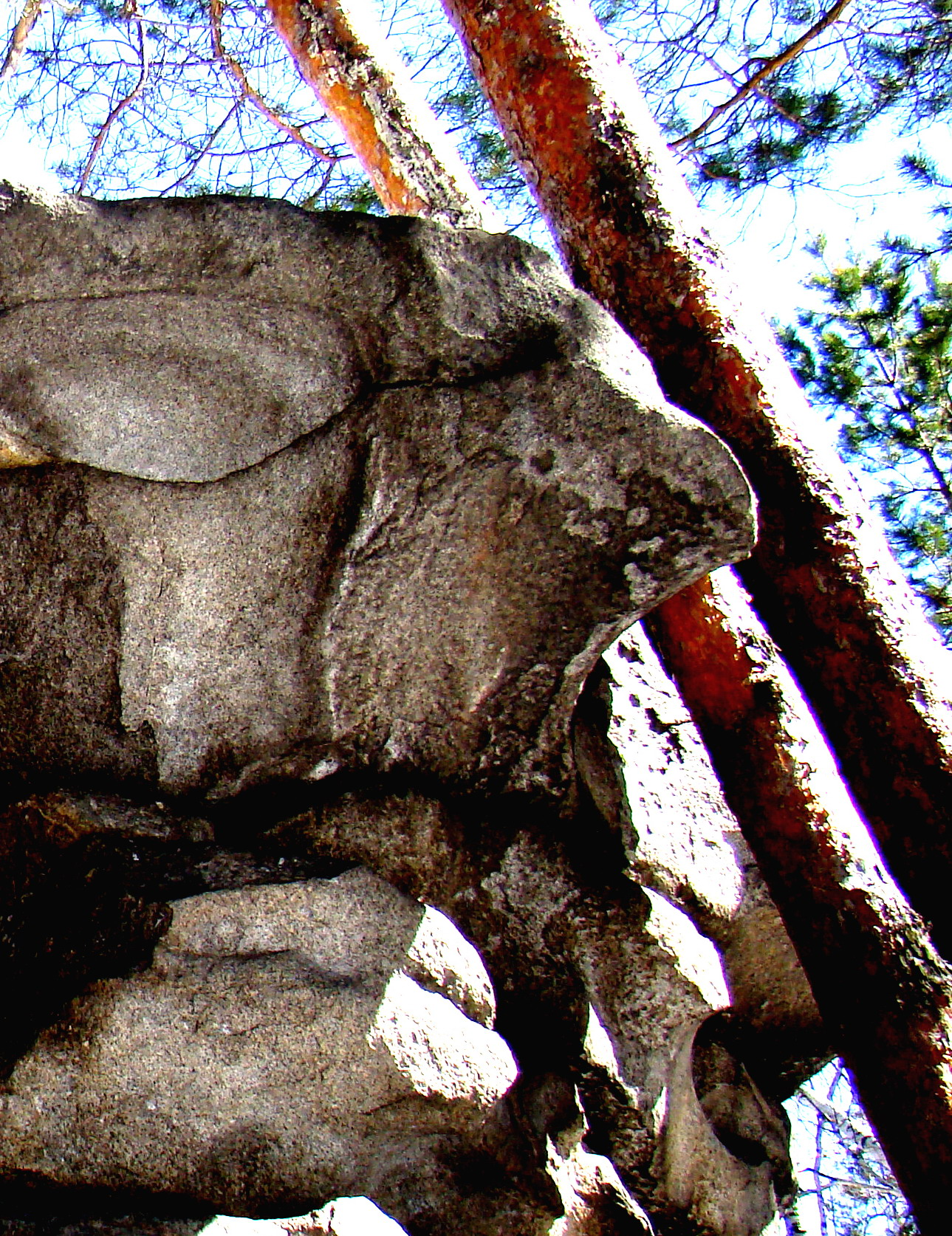
Северская писаница. Первая группа изображений
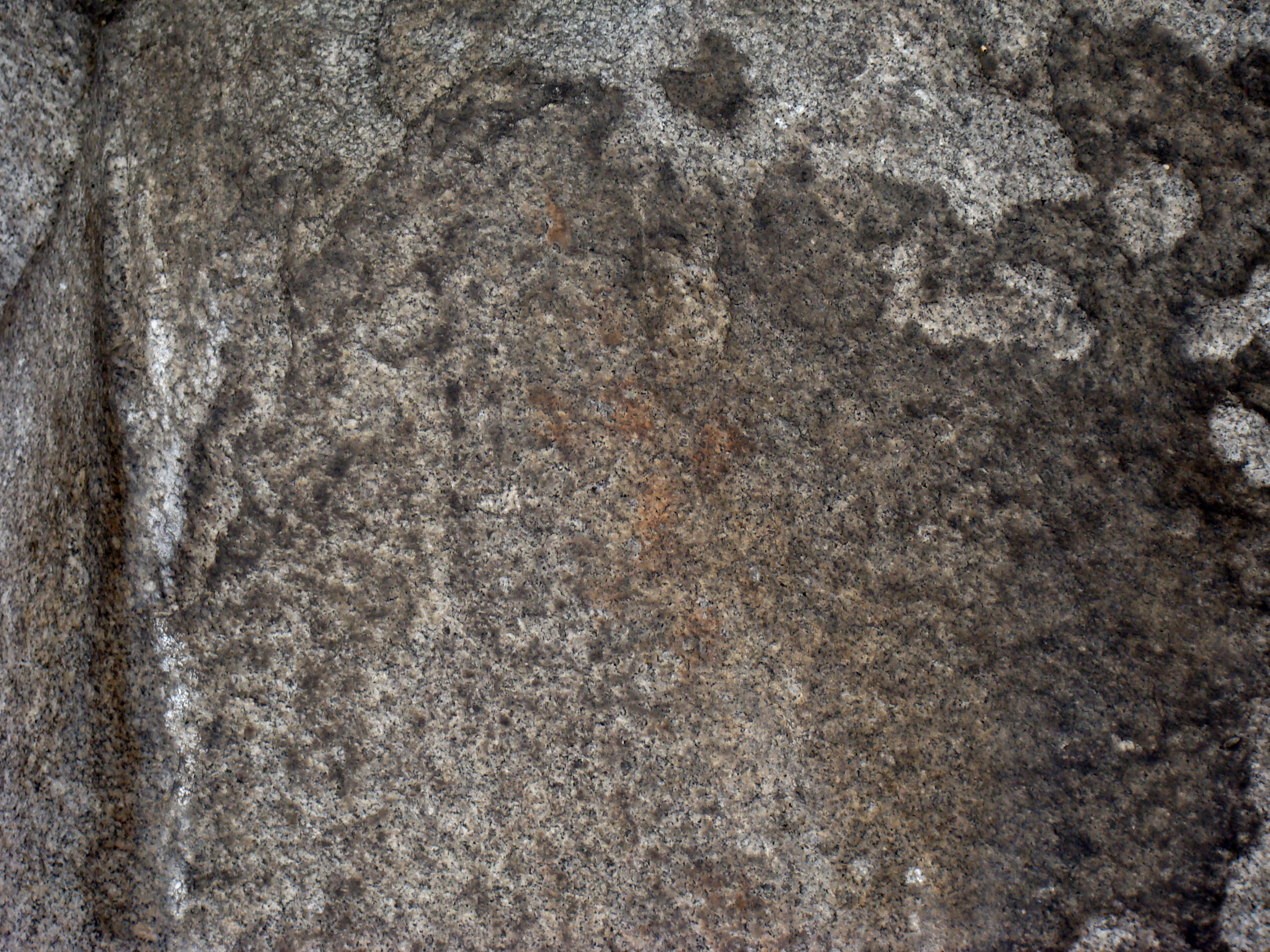
Северская писаница. Первая группа изображений. Следы краски.

Вторая группа расположена на высоте около трёх метров на горизонтальном блоке. Это пятна бледно-красного цвета на площади 12×11 см.
Третья, четвёртая и пятая группы изображений наиболее яркие и многочисленные находятся на высоте 1,2—2 метра на трёх расположенных друг над другом блоках. Рисунки нанесены линиями шириной 10—15 мм. Цвет краски от бледно-красного до красно-оранжевого. Здесь довольно неплохо сохранилось изображение копытного, вероятно лося, заключенного в сетку, 10 фигур птиц, 5 условно-антропоморфных существ, также геометрические мотивы в виде линий, сетки, отдельных сложных фигур.

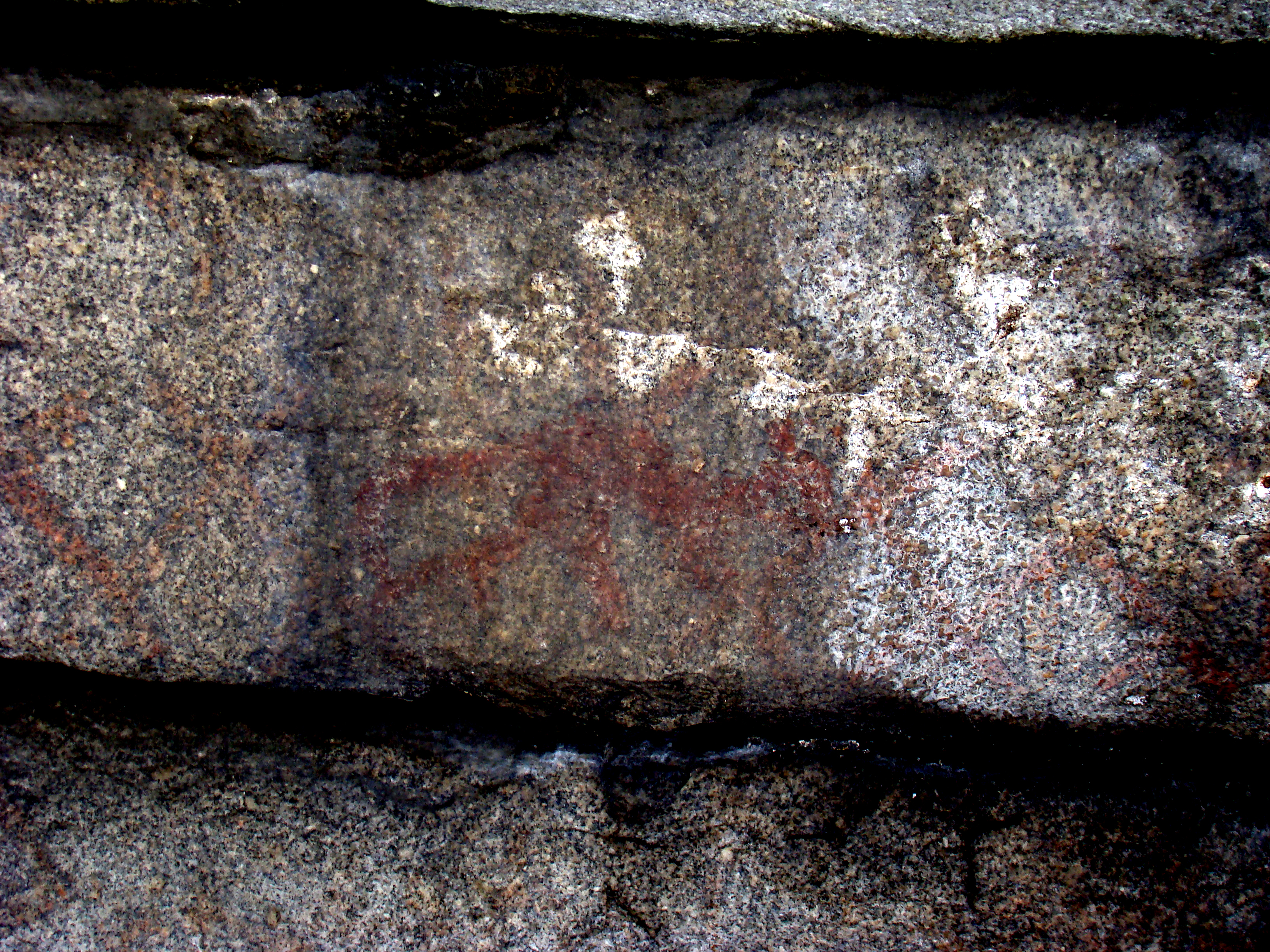
Изображение копытного в сетке. Сцена загонной охоты.
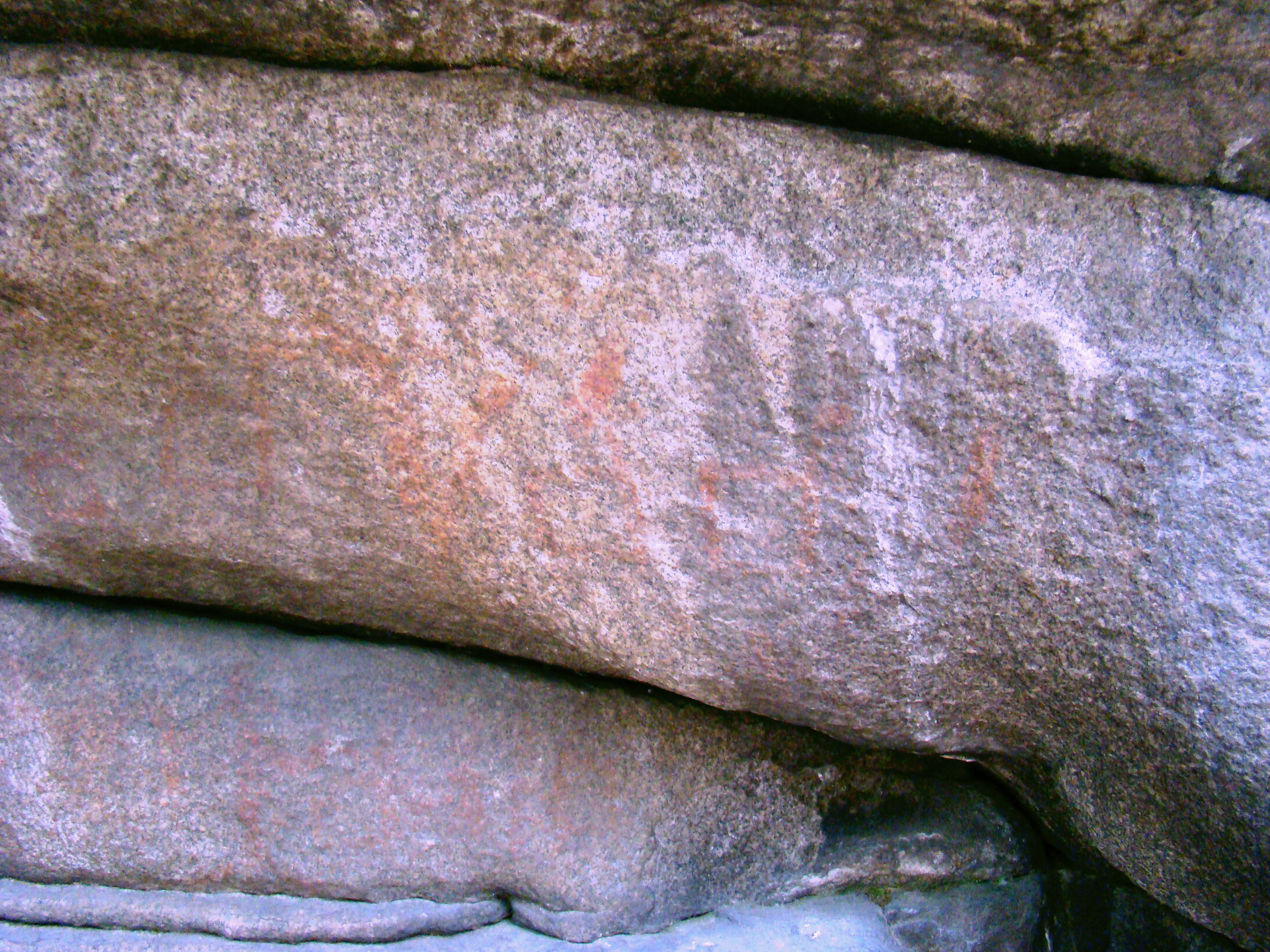
Изображение 4 птиц и "V"-образный знак.
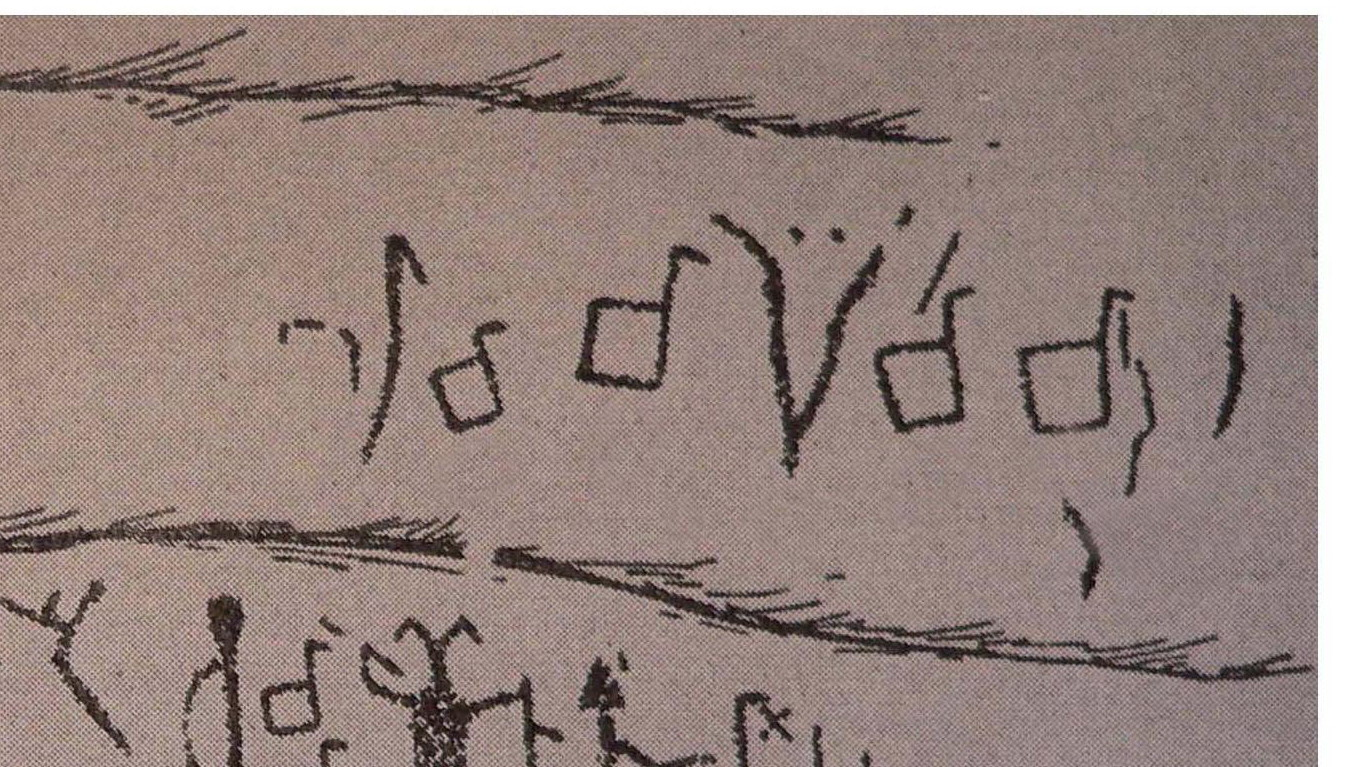
Зарисовка изображение птиц и "V"-образный знак (Широков, Чаиркин).
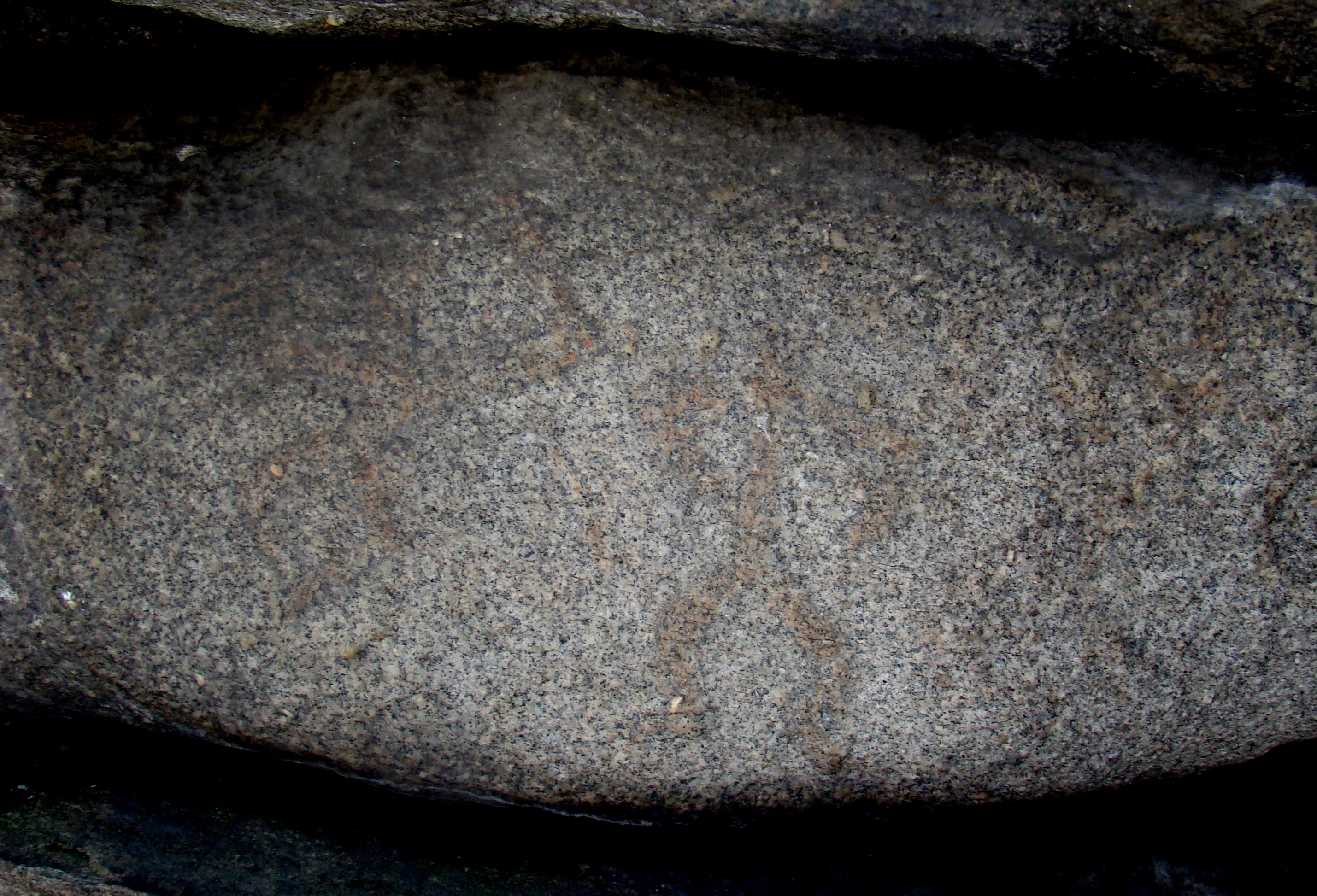
Остатки геометрической фигуры и антропоморфное существо в "фертообразной" позе.

Композиции Северской писаницы подчинены общей традиции наскальных изображений на Среднем Урале. Сюжеты с копытными, заключенными в сетку довольно распространены в регионе, (например, писаница на Режевском Шайтан Камне). Фигуры птиц имеют массивное квадратное туловище с довольно короткой шеей. Эта особенность подачи рисунка и само месторасположение памятника, в довольно болотистой в прошлом области, может свидетельствовать об изображении уток — самого распространенного представителя водоплавающей дичи.

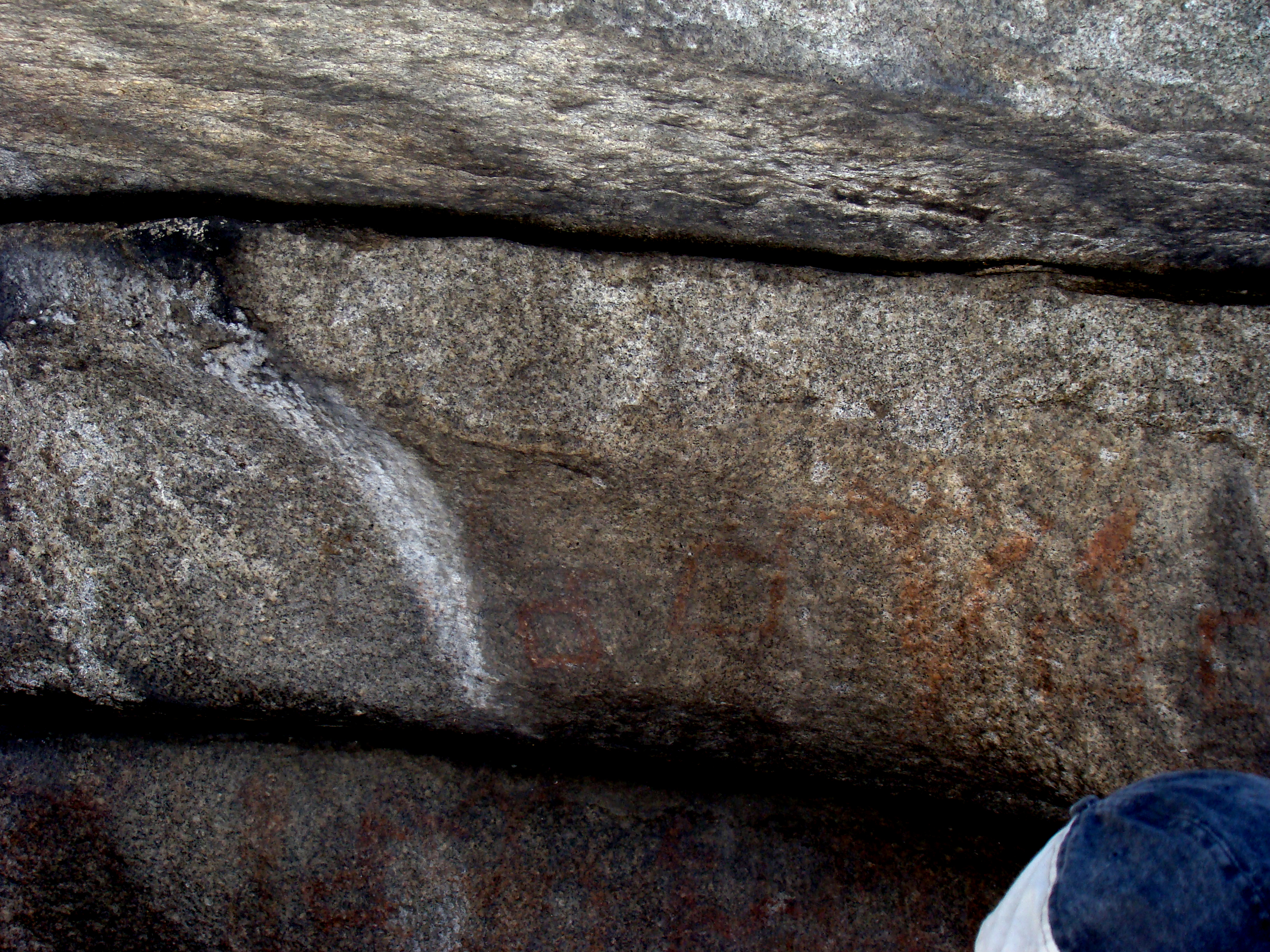
Изображения птиц

Изображения птиц и антропоморфных существ, в общем контексте изображений Северской писаницы, можно отнести к сценам охоты на водоплавающую дичь.

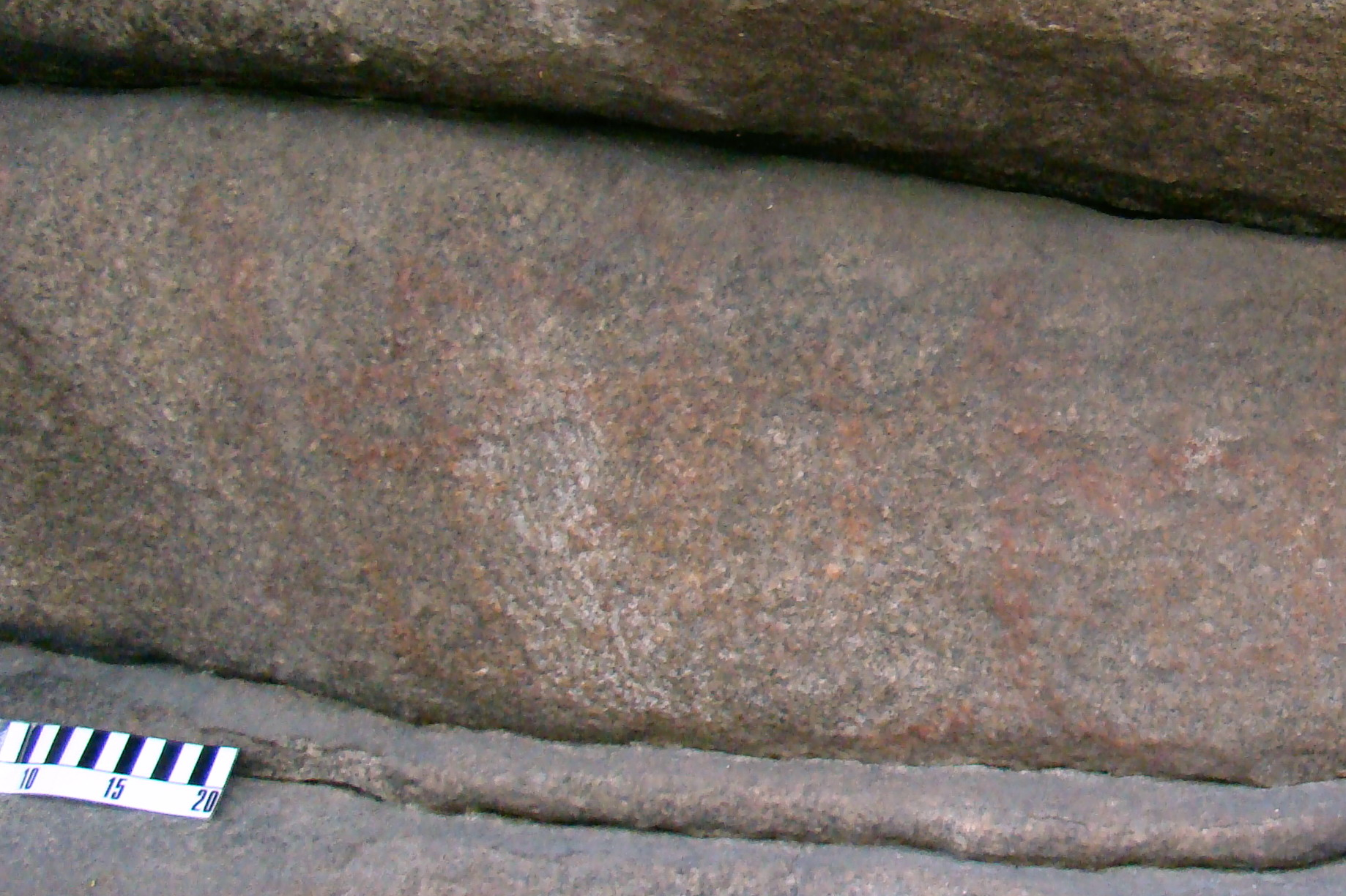
Изображения птиц и антропоморфных существ
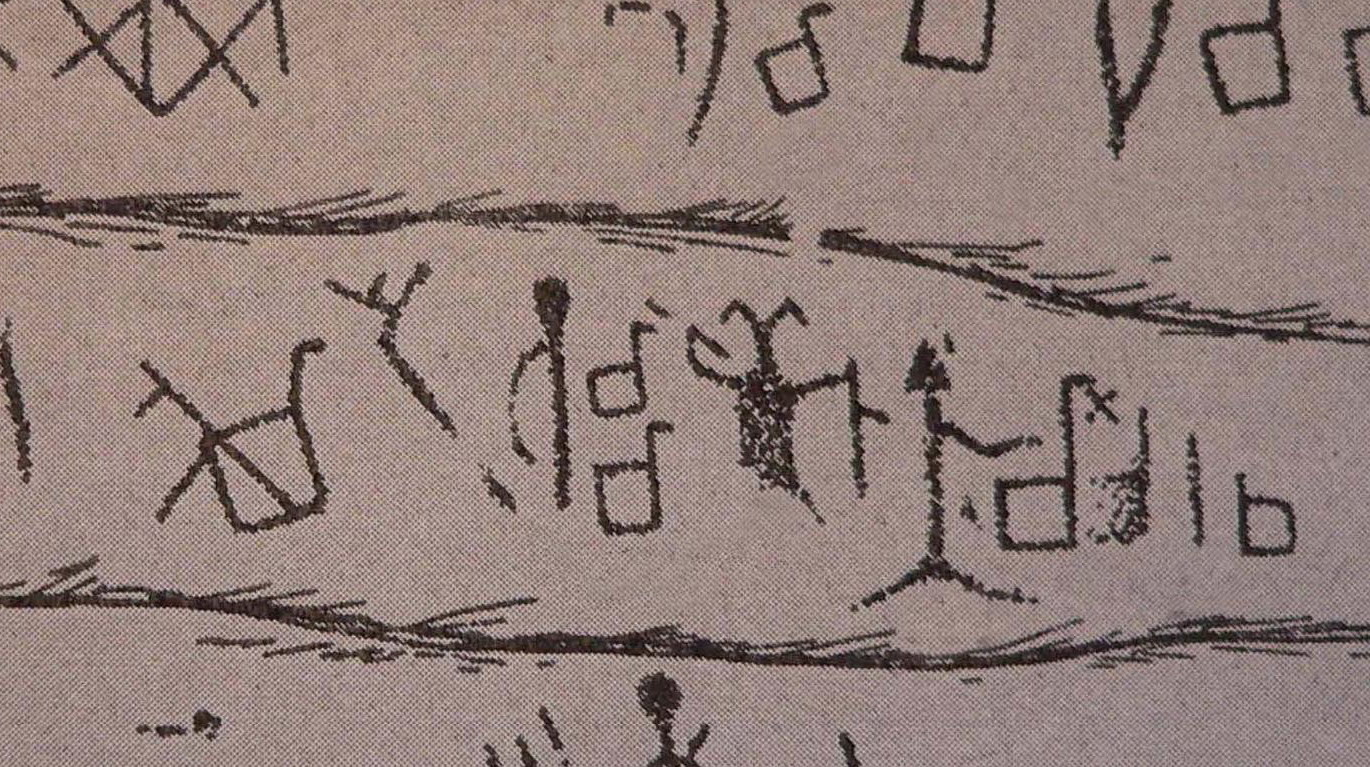
Зарисовка изображений птиц и антропоморфных существ (Широков, Чаиркин)

К особенностям Северской писаницы можно отнести удаление от воды и необычное западное расположение экспозиции.
Широков В. Н. отмечает тот момент, что третья, четвертая и пятая группы изображений начинаются (слева направо) с нескольких коротких наклонных линий. Исследователь предполагает, что они «маркируют начало (или конец) групп, подчеркивая тем самым их приуроченность к отдельным блокам» и о том, что перед нанесением рисунков древний художник предварительно разметил границы изображения.
Однако, это утверждение можно поставить под сомнение, так как если судить по степени яркости и сохранности краски отдельных фигур, Северская писаница наносилась не в один момент и является разновременным комплексом изображений. При этом невозможно утверждать, что краска бралась из одного, а не из нескольких источников, («емкостей» для переноски и хранения). Сохранность яркости изображений может напрямую зависеть от составляющих краски и пропорций, в которых они смешаны.

## Датировка изображений
Определить время создания памятника довольно сложно. Можно говорить, о схожести геометрической манеры изображения птиц на Северской писанице и аналогий на сосудах позднего неолита — ранней бронзы.

## Современное состояние памятника
Расположение памятника вблизи от поселка и железнодорожной станции, а также наличие лесных дорог, пригодных для проезда практически любого автомобиля в сухую погоду, делают скалы Северские Писанцы популярным объектом посещений среди туристов. Некоторые туристические компании включают их в туры-походы выходного дня. О частом посещении памятника может говорить костровище с лавками-бревнами, запасы дров под каменными блоками и большое количество мусора, оставленного посетителями.